# Wenzel Kuhn

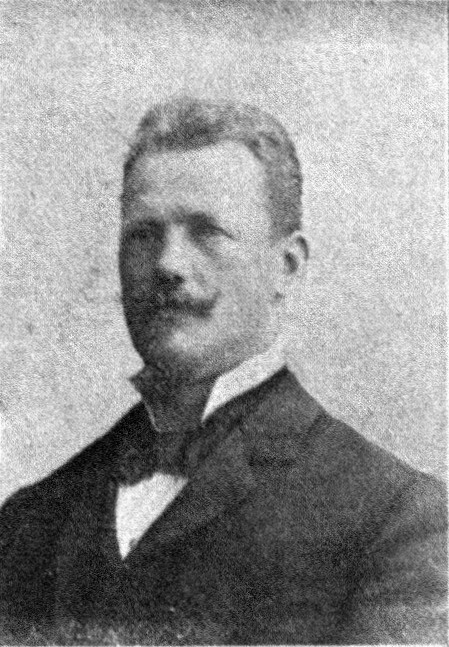
Wenzel Kuhn

Wenzel Kuhn (* 24. Januar 1854 in Neudek, Böhmen; † 27. Juli 1933 in Wien) war ein österreichischer Politiker der Christlichsozialen Partei (CSP).

## Herkunft
Er war der Sohn des Bäckermeisters Gabriel Kuhn aus Neudek und der Theresia geb. Pausch aus Frühbuß.

## Ausbildung und Beruf
Nach dem Besuch der Volks- und Bürgerschule wurde er Gastwirt und Realitätenbesitzer.

## Politische Funktionen
- 1900–1903: Mitglied des Gemeinderates von Wien
- 1907–1918: Abgeordneter des Abgeordnetenhauses im Reichsrat (XI. und XII. Legislaturperiode), Wahlbezirk Österreich unter der Enns 31, Christlichsoziale Vereinigung deutscher Abgeordneter
- Präsident des deutsch-österreichischen Gastwirteverbandes
- Vorstand der Wiener Gastwirtegenossenschaft
- Bezirksvorsteher von Wien/Döbling

## Politische Mandate
- 21. Oktober 1918 bis 16. Februar 1919: Mitglied der Provisorischen Nationalversammlung, CSP